# Цусима, Юко
Юко Цусима (яп. 津島 佑子 Цусима Ю:ко, 30 марта 1947 года — 18 февраля 2016 года) — японская писательница. Настоящее имя — Сатоко Цусима (яп. 津島里子). Награждена рядом литературных наград Японии. Также широко известна за рубежом: произведения переведены на многие языки мира, включая английский, немецкий, итальянский, французский, голландский, арабский, китайский и русский.

## Биография
Родилась в Токио в семье писателя Сюдзи Цусимы, более известного под псевдонимом Осаму Дадзай. Отец покончил жизнь самоубийством, когда дочери был один год. Когда ей было 12 лет, умер и бывший старше её на три года брат. Воспитывалась матерью и старшей сестрой. В 1966 году, будучи ещё студенткой филологического факультета (отделение английской литературы) Женского университета Сираюри, дебютировала в литературе с рассказами «Мёртвая рука» (яп. 手の死 Тэ но си), «Ночью» (яп. 夜の…… Ёру но…), опубликованными в студенческом журнале. В апреле 1969 года после окончания университета поступила в аспирантуру Университета Мэйдзи, занятий, однако, почти не посещая, и в основном занимаясь литературой. В 1971 году в свет вышел первый сборник произведений, озаглавленный «Карнавал» (яп. 謝肉祭 Сяникусай). В работах этого периода Цусима многократно обращалась к автобиографичной для неё теме женской семьи, в которой она выросла сама. После трагической смерти в марте 1985 года своего сына (ребёнок, которому было 8 лет, задохнулся), в творчестве писательницы наступил поворот: смерть сына стала важнейшей темой написанных в тот период произведений «В ночном свете» (яп. 夜の光に追われて Ёру но хикари ни оварэтэ), «В полдень» (яп. 真昼へ Махиру э) и др.
В 1998 году был опубликован роман «Огненная гора. Хроника дикарей» (яп. 火の山—山猿記 Хи но яма Ямадзару ки), магнум опус писательницы, на создание которого ушло более пяти лет. Это произведение эпического масштаба стало концентратом вечных для Цусимы тем семьи, круговорота жизни и смерти, границ творимой словами реальности. Роман был удостоен премий Номы и Танидзаки. В 2006 году по его мотивам был снят телесериал.
В 2014 году в российском издательстве «Гиперион» вышел роман Юко Цусимы «Смеющийся волк» (яп. 笑いオオカミ Варай ооками) в переводе Александра Долина.